# Mpemba efekat
Mpemba efekat je pojava da topla voda menja svoje agregatno stanje iz tečnog u čvrsto (odnosno da se smrzava) brže od hladne vode. Naziv je dobila po tanzanijskom studentu Erastu B. Mpembi koji je prvi opisao ovu pojavu. Ovo ne izgleda logično, ali je potvrđeno da je tačno.

## Istorijat
Pojava da se toplija voda brže mrzne od hladnije bila je poznata još Aristotelu (384 - 322. p. n. e.), u vreme kada otkriće termometra (XVII vek) nije još bilo ni na pomolu. Kasnije, u srednjem veku, došlo je do diskusije među naučnicima kao što su: Rodžer Bejkon, Đovani Marliani, zatim u kasnom srednjem veku: Fransis Bejkon i Rene Dekart, koji su pokušali da daju recionalno objašnjenje ovog fenomena.
Usled nedostatka naučnih dokaza koji bi potvrdili njihove teorije ili iz nekih drugih svakako čudnih razloga, ova pojava pada u zaborav, sve do anegdote koja se tiče tanzanijskog studenta Erasta B. Mpembe iz 1963. godine, po kojem je i nazvana. Naime, kao srednjoškolac kod profesora Eugena Maršala u Mkvava školi, pravio je sladoled. Pomešavši vrelo mleko sa šećerom, bez prethodnog hlađenja, stavio ga je u frižider. To je proizvelo izvanredan efekat zbog kojeg se on sa zadivljijućom upornošću suočio u lice sa nevericom od strane svog profesora koji očigledno nije imao objašnjenje – njegov sladoled od toplog mleka se brže zamrzao od sladoleda drugih studenata sa ohlađenim mlekom. Mpemba je ponovio ogled i potom napisao rad sa Denisom Osbornom 1969. godine, i Mpembin efekat je ponovo zadobio veliku pažnju naučne javnosti.
Kao što se to često dešava, iste godine je rad objavio i Kanađanin Džordž S. Kel, nezavisno od Mpembe i Osborna, u kojem je pomoću isparavanja pokušao da objasni ovaj fenomen, što je prema Mpembi i Osbornu bio nedovoljan dokaz.
Zbog odsustva dokaza koji potvrđuju teoriju da se toplija voda brže mrzne od hladnije i očekivajuće zdravorazumske nelogičnosti, ovaj efekat često se naziva i paradoksom.

## Eksperiment
Eksperimentalni deo ovog fenomena izvodi se pomoću dva jednaka suda sa jednakom količinom vode, koja je drastično različite temperature, započinjanje hlađenja nihovog sadržaja korišćenjem identičnog procesa. Pod određenim uslovima, voda koja je u početnom trenutku bila toplija će se prva zamrznuti. Mpembin efekat se odnosi na dostizanje stadijuma potpunog zamrzavanja i ovo je očekivani rezultat.

## Mogući uzroci
Smatra se da bi mogući uzroci ovog fenomena mogli biti:
- Isparavanje - Utiče na vreme zamrzavanja vode, pri isparavanju se gubi na masi.
- Okolina - Npr. ako se posude nalaze na tankom sloju leda, moguće je da će sud sa toplijom vodom rastopiti led i biti u boljem kontaktu sa zamrzivačem, te će se tako brže i zalediti.;
- Početna temperatura - Jedan od glavnih faktora zamrzavanja. Za vodu koja se nalazi na 90ºC smatra se da mora prvo da opada za više stepeni od vode čija je početna temperatura 70ºC. Nakon pretvaranja vode u led, njena temperatura može postati i manja, ukoliko je temperatura vazduha niža.
- Količina vazduha u vodi - Hladnija voda ima više rastvorenog vazduha u sebi nego toplija, a posledica toga je što se on pri ključanju oslobađa. Moguće je da taj gas na neki način utiče na Tačka smrzavanja|tačku smrzavanja vode ili količinu toplote potrebne da se određena količina vode ohladi.
- Konvekcija - Jedan od glavnih načina prenosa toplote. Usmereno kretanje, odnosno strujanje fluida. Topliji fluid se kreće prema hladnijem i predaje toplotu okolini.
- Provodljivost - Proces hlađenja kroz materijal koji se odražava na vodu. Npr. voda koja je držana u posudi od stiropora će se drugačije hladiti od vode koja se nalazi u metalnoj posudi.

kao i količina vode u posudama, veličina, oblik i materijali posuda, temperatura zamrzivača, itd. Međutim, neke od ovih činjenica su međusobno kontradiktorne, što i jeste razlog deficita dokaza koji određuju uzroke ovog fenomena.

## Rešenje
Jedno od verovatnijih rešenja ovog efekta bilo bi isparavanje – količina vode izgubljena isparavanjem može biti jedan od faktora koji utiču na brže zamrzavanje početno toplije vode. Međutim, po Mpembi i Osbornu, isparavanje nije dovoljno za objašnjavanje ovog efekta, jer je masa vode koja se izgubi isparavanjem nedovoljna. Takođe, naučnik Wojciechowski je isti eksperiment uradio sa zatvorenim posudama i došao do istih rezultata.
Opšte je mišljenje da postoji neograničen broj kombinacija relevantnih parametara eksperimenta u čijim okvirima će Mpemba efekat važiti ili neće važiti. Ovaj paradoks uključuje mnogo faktora koji su međusobno kontradiktorni pa samim tim, zajedno sa činjenicom da ne postoje precizno određene vrednosti parametara u čijim će se granicama toplija voda zamrzavati brže nego hladnija, smatra se nerešenim eksperimentom. 

## Literatura
- Auerbach, D. (1995). Supercooling and the Mpemba effect: when hot water freezes quicker than cold.[мртва веза] American Journal of Physics, 63 (10).
- Cucić, D. (2009). Paradoxes of Thermodynamics. 7th International Conference of the Balkan Physical Union BPU7, Alexandroupolis – Greece 9-13. September 2009. (Poster presentation, Book of Abstracts[мртва веза] p. 218), AIP Conf. Proc. - January 21, 2010 – Volume 1203, p. 1267-1270.
- Cucić, Dragoljub A. (2009). „Paradoxes of Thermodynamics and Statistical Physics”. arXiv:0912.1756v1 .
- Jeng, Monwhea (2005). „Hot water can freeze faster than cold?!?”. Bibcode:2005physics..12262J. arXiv:physics/0512262 .
- Katz, J. I. (2009). „When hot water freezes before cold”. American Journal of Physics. 77 (1): 27—29. Bibcode:2009AmJPh..77...27K. S2CID 119356481. arXiv:physics/0604224 . doi:10.1119/1.2996187.
- Kell, G. S. (1969). The freezing of hot and cold water.[мртва веза] Am. J. Phys. 37, p. 564
- Mpemba, E. B. & Osborne, D. G. (1969). Cool. Physics Education, vol. 4, p. 172-5.

## Spoljašnje veze
- Mpemba, E B; Osborne, D G. „The Mpemba effect” (PDF). Institute of Physics.
- Adams, Cecil; Mary M.Q.C. (1996). „Which freezes faster, hot water or cold water?”. The Straight Dope. Chicago Reader, Inc. Приступљено January 2008. Проверите вредност парамет(а)ра за датум: |access-date= (помоћ)
- Brownridge, James (2010). „A search for the Mpemba effect: When hot water freezes faster than cold water”. arXiv:1003.3185  [physics.pop-ph].